# 日街
日街（英語：Sun Street）是位於香港灣仔區的一條街道，在月街和星街為鄰。

## 歷史
街道命名為日街，是因為那處附近於1900年代曾經是香港第一座發電廠──香港電燈的灣仔發電廠的所在地。當時便取了《三字經》中的「三光者，日月星」，來命名發電廠附近的街道，而日街就是其中一條，名稱比喻電力帶來光明。

## 沿路著名地點

### 聖方濟小堂
灣仔聖方濟小堂在1845年落成，位於聖佛蘭士街。因為聖方濟小堂的英文名為 St. Francis Xavier's Chapel，而 Francis 此字為中文譯名佛蘭士，所以那裏稱為佛蘭士街，隨後，因聖（St.）的關係，所以最後定名為聖佛蘭士街（St. Francis Street）。

### 聖母聖衣堂

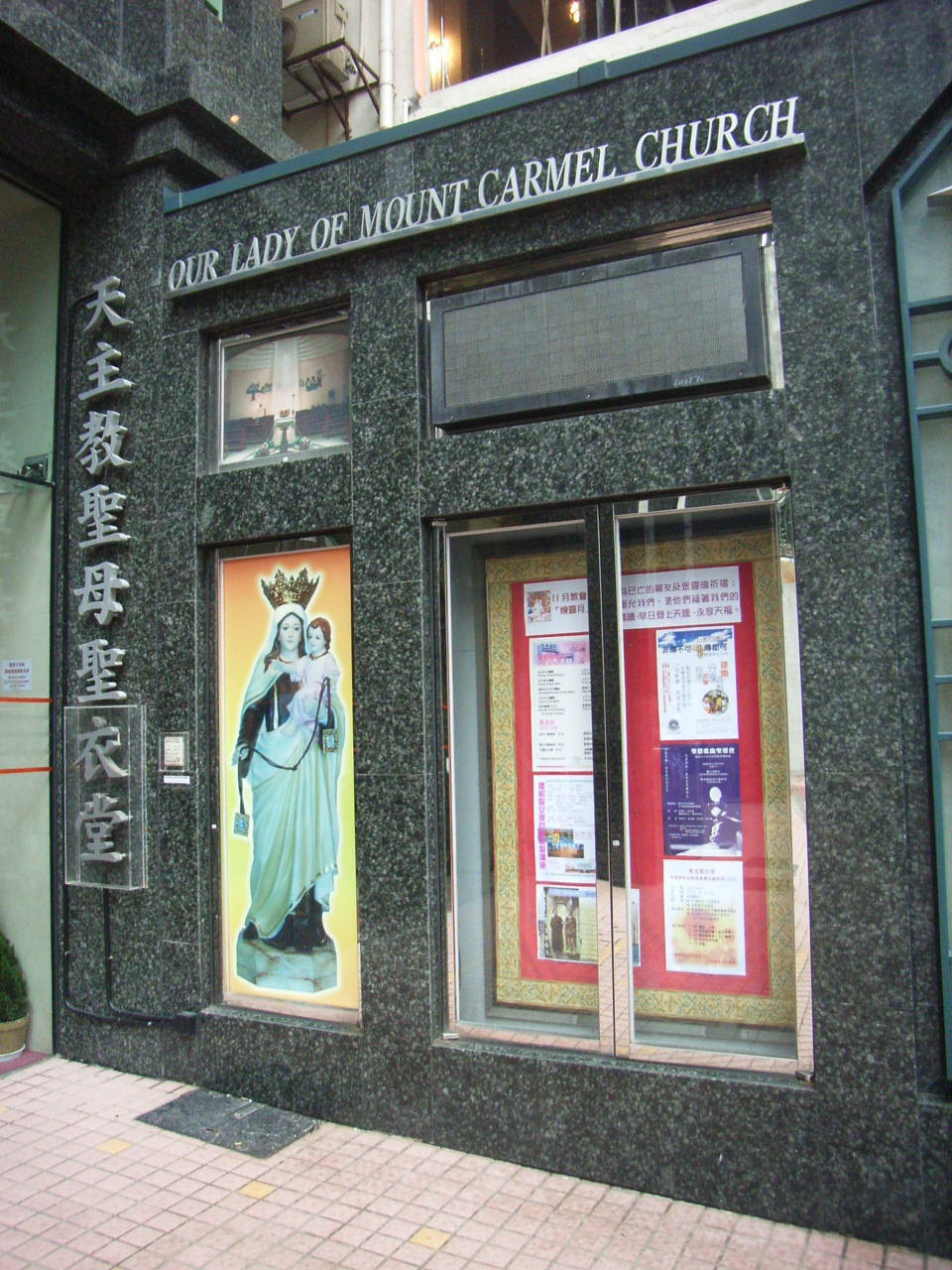
天主教聖母聖衣堂

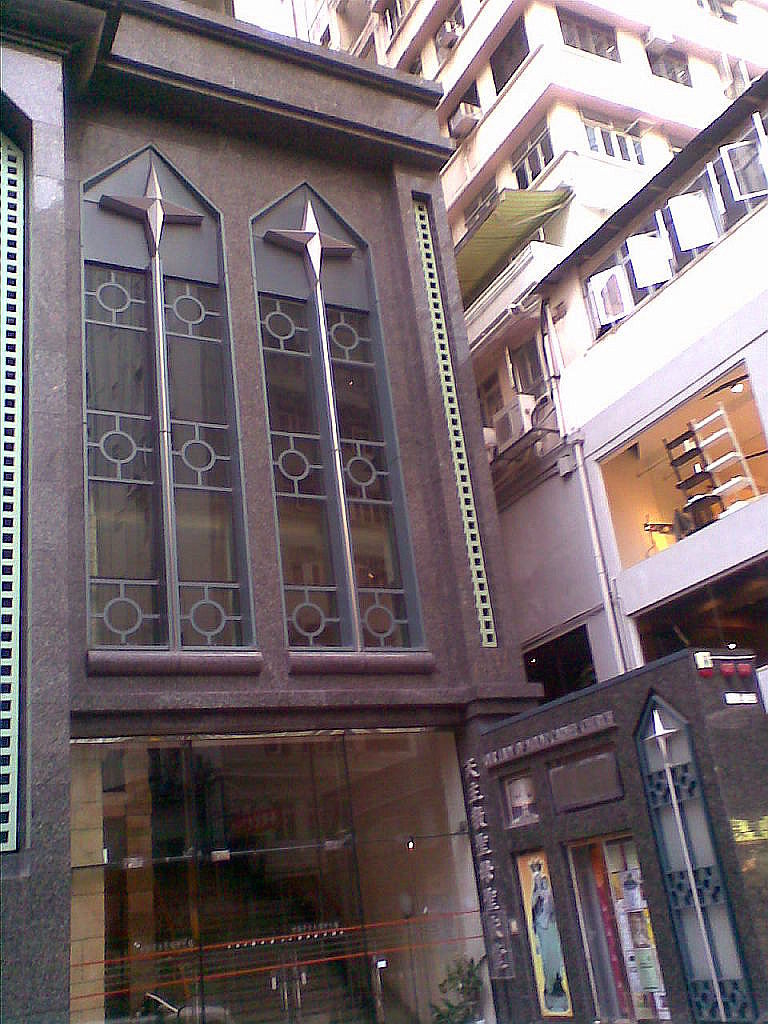
聖母聖衣堂入口

在日街旁近的進教圍，原來有一座煉靈堂，但今已易名為聖母聖衣堂。而因那處有一座聖堂的關係，所以那裏名為進教圍。這座聖堂在1950年建立，1950年7月16日祝聖，接管灣仔聖方濟小堂，而1957年，易名聖母聖衣堂。
到了1997年，因為聖堂殘舊的關係，在5月11日拆卸重建，成為現在的住宅大廈「匯星一號」。而聖堂在2001年11月10日於該大廈的基座祝聖新堂。

## 鄰近街道
日街鄰近的街道有：月街、星街、光明街、電氣街、進教圍、聖佛蘭士街、永豐街、永豐西街、天寶街及萬茂里。其中以月街、星街、光明街和電氣街附近為當時香港電燈發電廠的所在地。

## 外部連結
- 灣仔日街 地圖[永久]